# 金頭鯛
金頭鯛（学名：Sparus aurata）亦称大西洋鲷，為輻鰭魚綱鯛形目鯛科，是鲷属的唯一物種，分布於東大西洋區，從不列顛群島至維德角群島海域。棲息在海草床、沙底質海域，棲息深度1-150公尺。成小群活動，屬雜食性，以貝類、海草為食，可做為食用魚及遊釣魚。

## 分布

分布

金頭鯛属于海水鱼，分布於東大西洋海域，包括不列顛群島、直布罗陀海峡、佛得角、加那利群岛海域，以及地中海海域，黑海很少。

## 特征习性

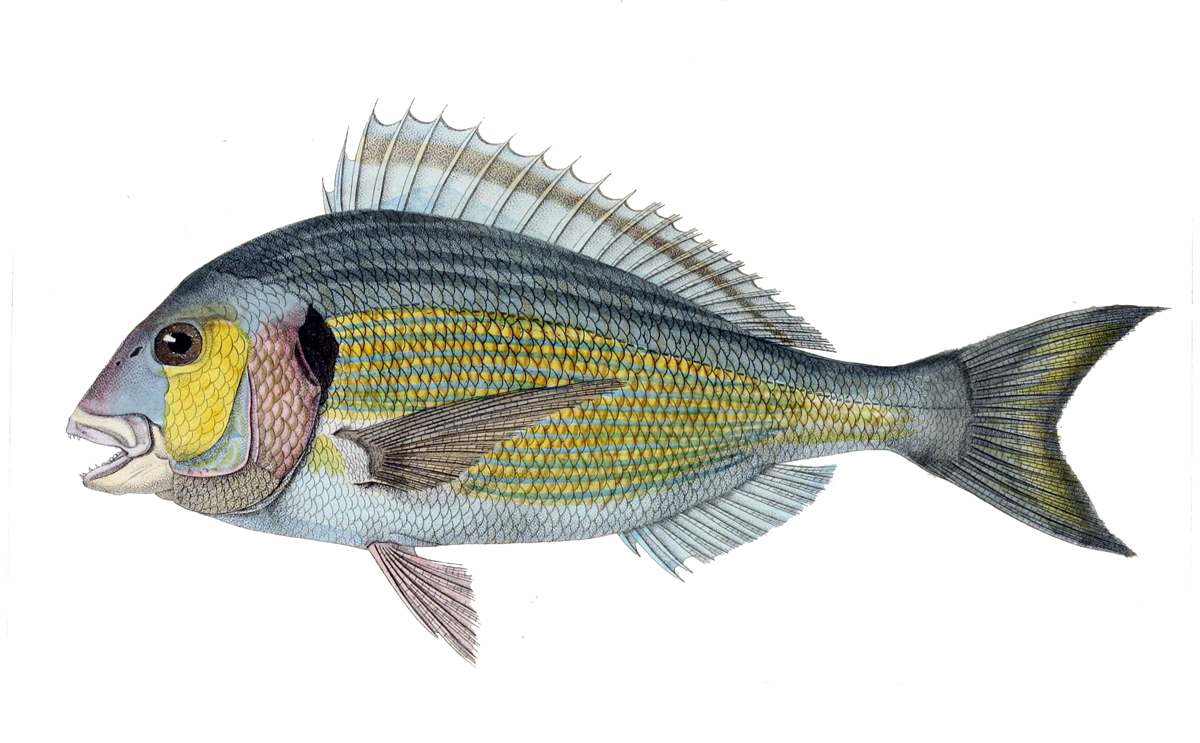

银灰色，最大年龄11年，體長可達70公分，最大体重17.2公斤，但一般不超过2.5公斤。颌具靠前的4到6个犬齿，靠后逐步成为臼状的钝齿，咬合力很强，以貝類、海草為食。
每年10月～12月，在开阔海域产卵。金头鲷卵为圆球形，属浮性卵，吸水膨胀后卵径为0.82～0.92毫米，油球1个。金头鲷胚胎发育历时约45小时，仔鱼即可破膜而出。幼鱼在早春向沿海洄游。秋末回到开阔海域，成鱼开始繁育。
该种类是雄性先熟雌雄同体，2岁性成熟为雄性，体长20～30厘米；3岁则变为雌性，体长33～40厘米。雌鱼可分批产卵，每天产卵2～8万颗，产卵期长达4个月。在养殖条件下，用群居和激素因素可调节性反转。

## 食用

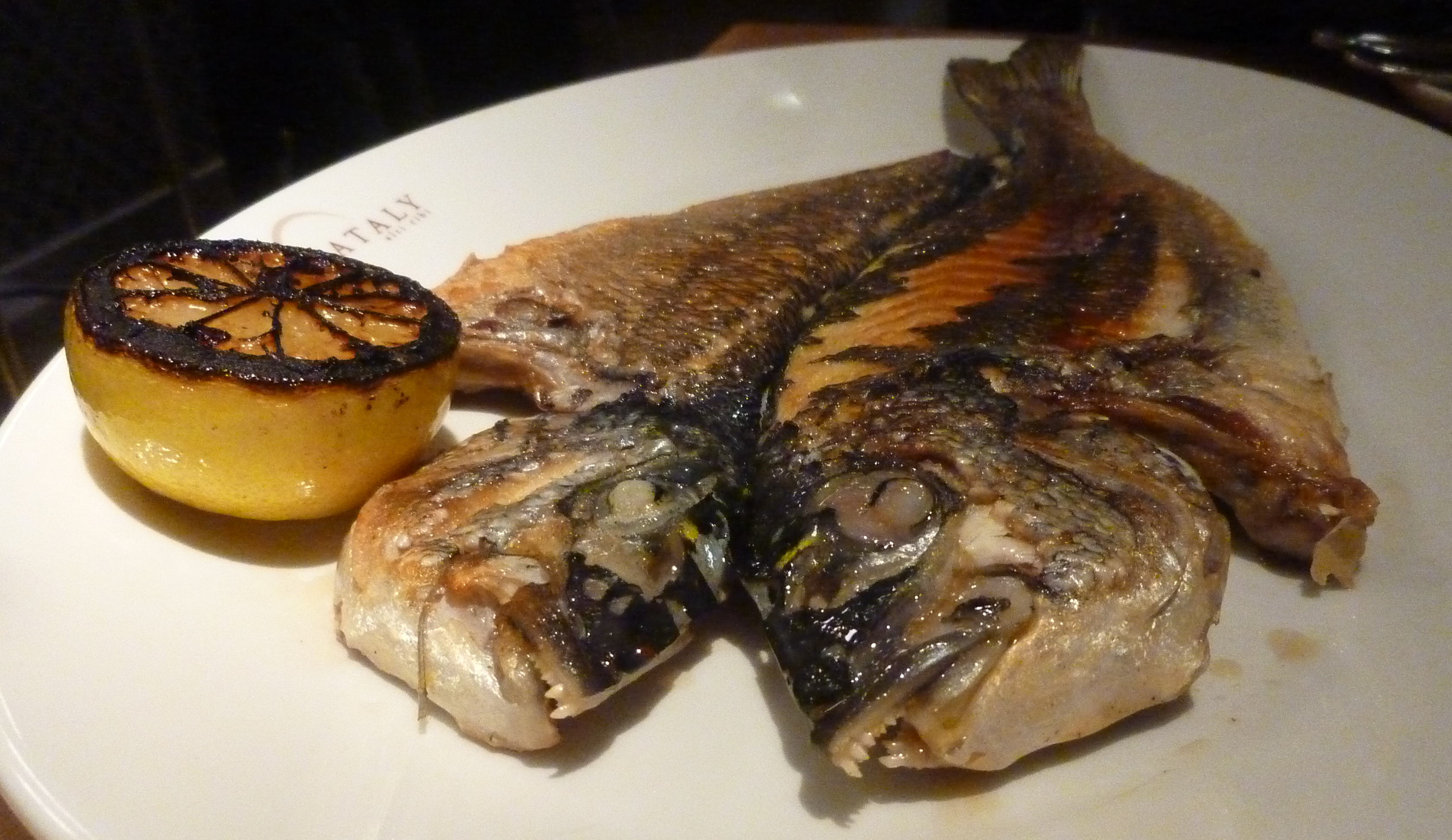

肉质结实，呈白色。与绯小鲷相比，骨头较少，7月至10月味道最好。做法有红烧、清蒸、烤鱼等。金头鲷不能烤太久，否则皮会变硬，口感不佳。

## 养殖
多在地中海区域养殖，最适盐度10‰～15‰，最适温度22℃～30℃。2002数据显示，希腊是最大的生产者（49%），其次是土耳其（15%）、西班牙（14%）和意大利（6%）。此外以色列（3%）、克罗地亚也有养殖。目前的养殖方式主要有网箱养殖、潮间带池塘养殖和工厂化养殖。
2000～2003年，养殖金头鲷的价格崩溃，欧洲市场价格在5.5英镑/公斤左右（350克规格）。在中国，该鱼一龄鱼可达500g左右，七八两即可上市售卖，养殖成本在15元/斤左右，而市场上售价普遍在25元/斤以上。